# 内田彩の「うちださんのおうっちー」
『内田彩の「うちださんのおうっちー」』（うちだあやのうちださんのおうっちー）は、2015年4月3日からエフエム群馬 (FM GUNMA) で放送されているラジオ番組。

## 概要
声優の内田彩がパーソナリティを務めている15分番組。群馬県出身者である内田が、県内のどこかにあるという「うちださんのおうち」から番組を放送という設定の下で行われる。番組は、内田による「ゆるゆるトーク」とアニメソングを中心に構成される。
本放送は毎週金曜 20時00分 - 20時15分に、再放送は毎週土曜 18時30分 - 18時45分に行われる（いずれも日本標準時）。

## タイアップ企画
番組は、スポンサーである群馬県内のアニメイト各店（アニメイトイオンモール太田、アニメイト高崎）とのタイアップ企画を行っている。
2016年には、本番組のラジオCD『内田彩のうちださんのおうっちー DJCD アニメイトヴァージョン』がアニメイト各店でのポイント交換品となった。また2018年には、アニメイト高崎とFM GUNMA スタジオ・クラブエアーでの撮影写真をハッシュタグ付きで Twitter に公開すると、抽選でサイン入りTシャツが当たる「内田彩のうちださんのおうっちー」凱旋応援キャンペーンが行われた。